# Auguste Albert
Pour les articles homonymes, voir Albert.
Auguste Albert est un skipper français né le 28 avril 1859 à La Flèche où il est mort le 16 octobre 1915,. Il est le premier sarthois à remporter une médaille olympique.

## Carrière
Auguste Albert participe aux deux courses de classe 1-2 tonneaux aux Jeux olympiques d'été de 1900 à bord du Martha. Il remporte la médaille d'argent à l'issue de la première course et la médaille de bronze à l'issue de la seconde.